# ميزو شوباي (تجارة)

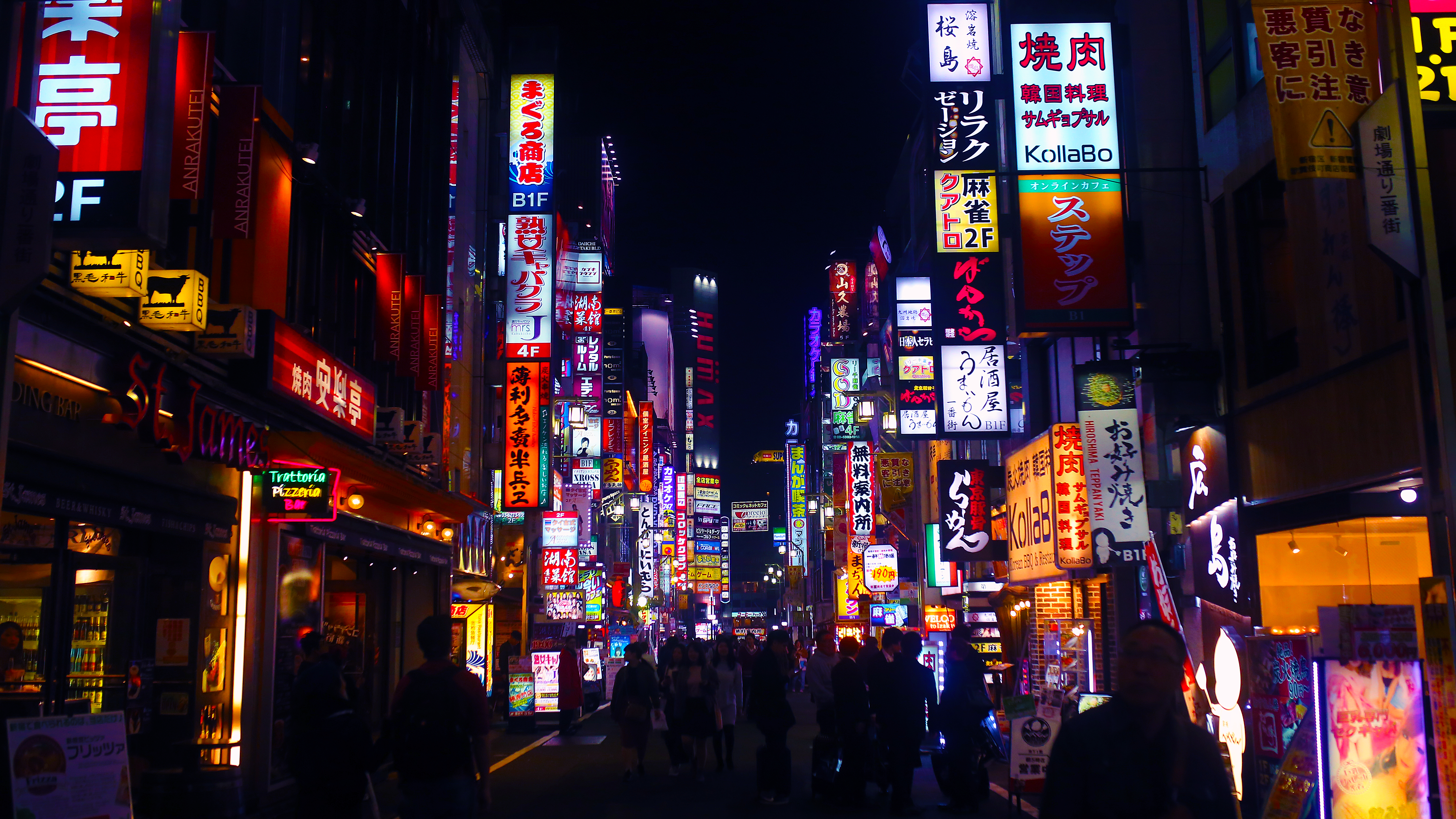
الترفيه الليلي في شينجوكو باليابان

ميزو شوباي (水商売) حرفيًا تجارة الماء، وهو تعبير مجازي للأعمال الترفيهية الليلية في اليابان، والتي توفرها المضيفات أو دكاكين الوجبات الخفيفة، البارات أو الملاهي. وتعد منطقة كابوكيشو في شينجوكو بطوكيو أكثر المناطق شهرة في اليابان حيث يمكن للمرء أن يرعى تجارة الماء، بالإضافة إلى نظيره الأكثر جسامة فوزوكو (風俗 صناعة الجنس) التي تتكون من أراضي الصابون وصالونات وردية وصحية ونوادي صور.

## أصل التسمية
في حين أن الأصل الفعلي للمصطلح ميزو شوباي  قابل للنقاش، إلا أنه من المحتمل أن يكون المصطلح قد نشأ في فترة شوغون توكوغاوا (1603-1868). حيث شهدت فترة توكوغاوا تطوير حمامات كبيرة وشبكة واسعة من النزل على جوانب الطرق تقدم «الحمامات الساخنة والإفراج الجنسي»،  بالإضافة إلى توسيع مناطق الجيشا وأحياء المحظيات في المدن والبلدات في جميع أنحاء البلاد.
تقترب بمعانيها إلى جوانب البحث عن المتعة أوالأوكِيو (浮世، مع مفردتها المتجانسة الحقيقية 憂世 والتي تعني «دورة الوجود الحزينة»)، أو «العالم العائم»،الميزو شوباي هو استعارة للاستمتاع والشرب، وعدم الثبات في الحياة، أقرب إلى التعبير الغربي: «دعونا نأكل ونشرب، لأننا نموت غدًا» (أشعيا 22: 13).
وفقًا لنظرية اقترحها نيهون غوجين دايجتين،  يأتي المصطلح من التعبير الياباني "الربح والخسارة هما مسألة حظ" (勝負は水物だ shōbu wa mizumono da)، حيث المعنى الحرفي للعبارة «مسألة حظ أو فرصة»، mizumono (水物)، هي «مسألة ماء». في مجال الترفيه، يعتمد الدخل على عدد كبير من العوامل المتقلبة مثل الشعبية بين الزبائن وحالة الطقس وحالة الاقتصاد؛ النجاح والفشل يتغير بسرعة كتغير تدفق المياه. يلاحظنيهون زوكوغو دايجين،  من ناحية أخرى، أن المصطلح قد يستمد من تعبيرdoromizu-kagyō (泥水稼業)، أي «العمل في المياه الوحلة»، لكسب لقمة العيش في مناطق الضوء الأحمر أو من التعبير في عهد إيدوmizuchaya (水茶屋) للمقهى أو منزل شاي. [بحاجة لمصدر]